# ポーランド特別軍

ポーランド特別軍の紋章

ポーランド特別軍旗

ポーランド特別軍（ポーランドとくべつぐん、ポーランド語: Wojska Specjalne, WS）は、ポーランドの特殊部隊群。2007年にポーランド三軍にあった特殊部隊やコマンド部隊を統合して成立した。

## 部隊の一覧

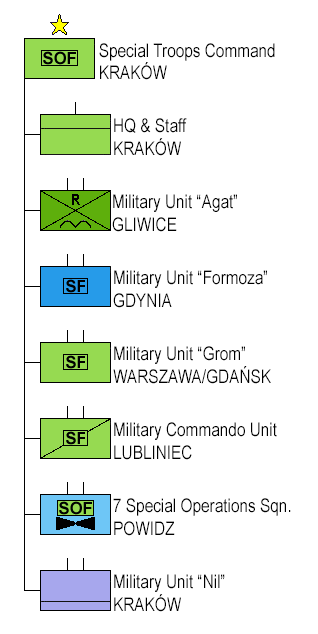
ポーランド特別軍の編成

特殊歩兵コマンド(Dowództwo Wojsk Specjalnych)の指揮下、数々の部隊を傘下に持つ。
- JWグロム (Jednostka Wojskowa Grom)

緊急対応作戦グループ。1992年に設立されたポーランド特別軍の最精鋭対テロ特殊部隊。通称「GROM」(ポーランド語で雷鳴という意味)。ワルシャワとグダニスクに拠点を持つ。
- JWフォルモザ(Jednostka Wojskowa Formoza)

戦闘潜水夫部隊。Navy SEALsに近い性格を持つ海洋特殊部隊。グディニャに拠点を持つ。
- JWコマンドソウ(Jednostka Wojskowa Komandosów)

第1特殊コマンド連隊。1965年創設とポーランドの特殊部隊の中では最古。ルブリニエツに拠点を持つ。
- JWアガト(Jednostka Wojskowa Agat)

レンジャー部隊。第6空中強襲旅団が原型となった。グリヴィツェに拠点を持つ。
- JWニル(Jednostka Wojskowa Nil)

ヒューミントやシギントなどを行う情報収集部隊。クラクフに拠点を持つ。
- 第7特殊作戦中隊(7 Eskadra Działań Specjalnych)

火力支援などの作戦指揮を行う部隊。ポビツに拠点を持つ。

## 袖章

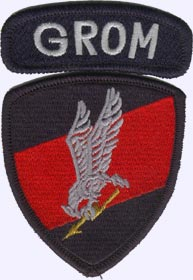
JWグロム
JWフォルモザ
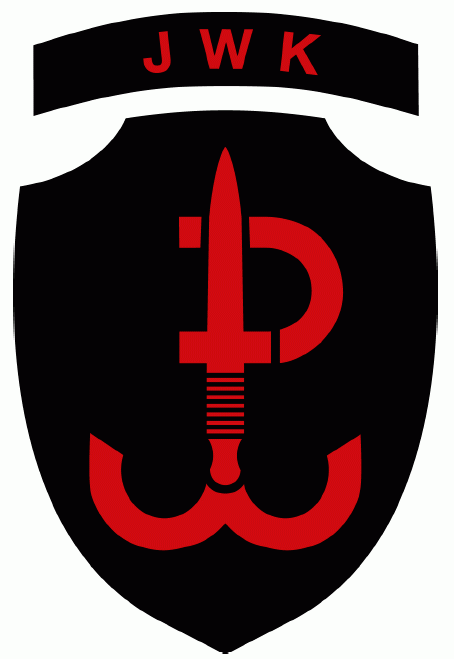
JWコマンドソウ
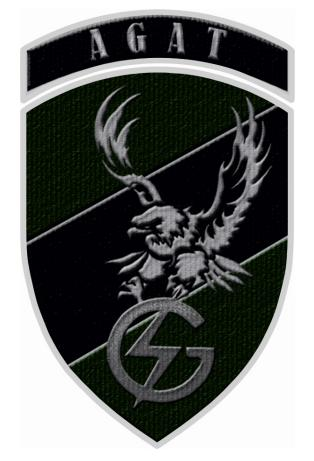
JWアガト
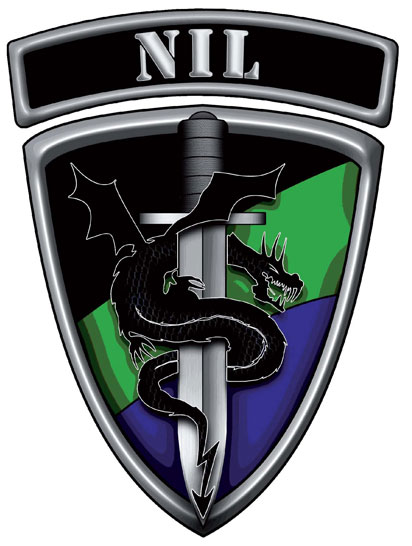
JWニル
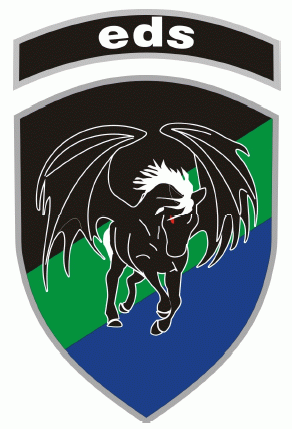
第7特殊作戦中隊

## 装備品

Navy SEALsと共に訓練を行うGROM隊員

### 拳銃
- H&K MARK 23
- グロック17
- SIG SAUER P226
- FN Five-seveN
- ベレッタ　92 (一部部隊等で配備)

### 散弾銃
- レミントンM870

### 短機関銃(サブマシンガン)
- CZ スコーピオンEVO3
- H&K MP5
- FN P90

### カービン銃
- コルト M4A1
- KAC M4カービン,ブッシュマスター　M4カービン
  - コルト社製のM4カービンと合わせて運用されている。

### 自動小銃
- Kbs wz. 1996 ベリル
- H&K HK416
- H&K G36
- FN F2000
  - 少数が運用されている。

### 軽機関銃
- PKM
- UKM-2000
- FN ミニミ

### 狙撃銃(マークスマンライフルも含む)
- Mk14 EBR
- SWD
- SAKO TRG
- H&K PSG1
  - 少数が調達され､限定的に運用されている。
- レミントンM700
- モーゼル　SP66
  - モーゼル　モデル66の改良型。
- モーゼル 86

### 対物用ライフル
- バレットM82

### 擲弾銃(グレネードランチャー)
- パラド グレネードランチャー
- M203 グレネードランチャー
  - 主にM4カービン等に装着される。
- H&K AG36
- H&K AG-C/EGLM（英語版）
  - H&K HK416用のグレネードランチャー。
- H&K MZP-1

### 対戦車ロケット
- カールグスタフ

### 暗視装置
- GPNVG-18

### 車両
- M1165A1 - 5輌
- M-ATV - 45輌
- トヨタ・ランドクルーザー
- トヨタ・ハイラックス

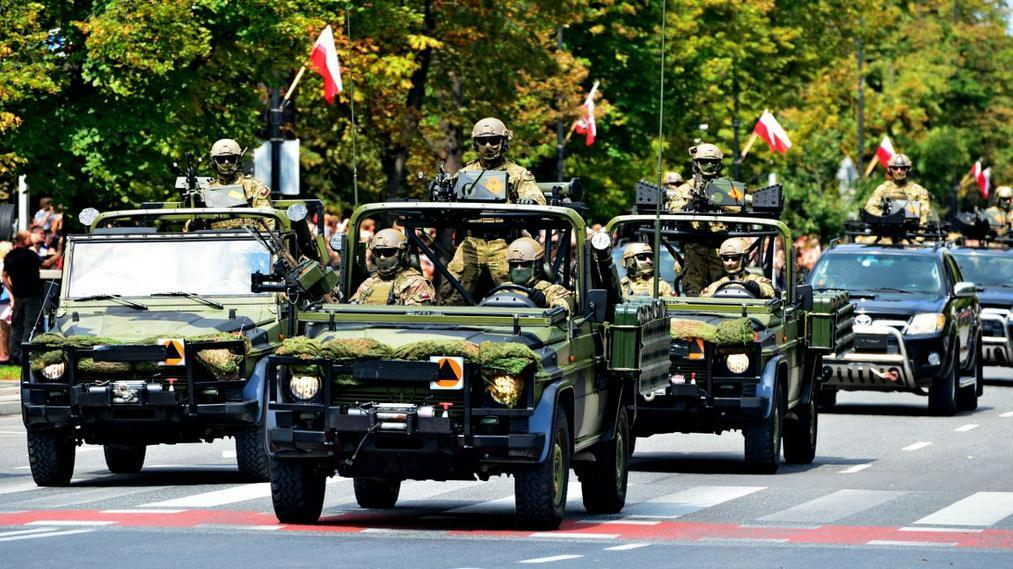
メルセデス・ベンツ・Gクラス

- ランドローバー・ディフェンダー 90,110 - それぞれ4輌､6輌
- メルセデス・ベンツ・Gクラス - 6輌
- メルセデス・ベンツ・アテゴ1323AK（英語版） - 10輌
- Tarpan ホンカー　スコルピオン3 特別仕様車（英語版）
- スター1444 (MAN TGM 18.280 BB) - 1輌
- Volvo FM 8x4,Volvo FM 6x6,Volvo FM 4x4（英語版） - それぞれ10輌､11輌､2輌

### 自動二輪車
- Yamaha XT660
- Polaris Sportsman 500 EFI

### ヘリコプター
- S-70i ブラックホーク - 8機(導入予定数)
  - 現在は4機が運用中。2023年ごろに2機が追加で配備予定。